# Aphodius pyrenaeus
Aphodius pyrenaeus es una especie de coleóptero de la familia Scarabaeidae.

## Distribución geográfica
Habita en zonas montanas de Europa occidental.